# Cannon Lake
Cannon Lake — кодовое имя процессоров фирмы Intel на ядрах с микроархитектурой Palm Cove, изготавливающихся на технологическом процессе 10 нанометров.
Эти процессоры должны были стать преемниками линейки Coffee Lake-Refresh, изготавливающихся по норме 14 нанометров. Cannon Lake представлял собой этап «тик» в стратегии Intel «Tick-Tock», что подразумевает переход на новый техпроцесс — с 14 нм на 10 нм.

## Предыстория
Первоначально планировалось, что Cannon Lake выйдут в 2016 году. Однако из-за значительных проблем с наладкой 10-нм техпроцесса выпуск был неоднократно отложен, и процессоры появились лишь в начале 2018 года, причем в очень ограниченном количестве. Единственный выпущенный на рынок процессор в этой линейке — двухъядерный с Hyper-Threading Core i3-8121U. Этот процессор не имел интегрированной графики и использовался в некоторых моделях ноутбуков, таких как Lenovo IdeaPad 330, а также в мини-ПК NUC Crimson Canyon.
Cannon Lake был изначально задуман как платформа для массового перехода на память DDR4, поддерживающая инструкции AVX-512 и улучшенное графическое ядро Gen10. Тем не менее, из-за многочисленных проблем с производством, многие из запланированных моделей не были выпущены, и Intel пришлось перейти к оптимизации существующего 14-нм техпроцесса.
Инженерные образцы других моделей Cannon Lake, таких как восьмиядерный Cannon Lake-H с активной технологией Hyper-Threading и шестиядерный Cannon Lake-H без Hyper-Threading, так и не были доведены до стадии массового производства. Также не были выпущены процессоры серии Y, такие как Core m3-8114Y, который по тестам был на 12 % быстрее аналогичного процессора предыдущего поколения Core m3-7Y30 из семейства Kaby Lake-Y.
В результате, линейка Cannon Lake осталась экспериментальной и не получила широкого распространения. Следующими за ней стали процессоры с кодовыми именами Ice Lake и Tiger Lake, также производимые по 10-нм техпроцессу, но с улучшенной микроархитектурой.

## Ключевые особенности архитектуры
- Новый набор инструкций AVX-512, SHA[англ.], UMIP[7]
- Поддержка памяти LPDDR4[8]

## Процессоры
Серийно была выпущена только одна модель процессора. Остальные процессоры, несмотря на разработку, так и не были выпущены в массовое производство из-за проблем с 10-нм технологией.
| Процессор     | Ядра/Потоки | Штатная частота ЦП | Турбо-частота ЦП | GPU    | Кэш L3 | TDP    | Поддержка памяти         | Примечания                                                                                            |
| ------------- | ----------- | ------------------ | ---------------- | ------ | ------ | ------ | ------------------------ | --- |
| Core i3-8121U | 2 / 4       | 2.2 ГГц            | 3.2 ГГц          | Нет    | 4 МБ   | 15 Вт  | DDR4-2400, LPDDR4/x-2400 | Единственный выпущенный процессор Cannon Lake, без графики.                                           |
| Cannon Lake-H | 8 / 16      | 1.8 ГГц            | 2.0 ГГц          | Gen 10 | N/A    | 45 Вт  | N/A                      | Инженерный образец, не был выпущен в серию.                                                           |
| Cannon Lake-H | 6 / 6       | 1.0 ГГц            | N/A              | Gen 10 | N/A    | 45 Вт  | N/A                      | Инженерный образец, не был выпущен в серию.                                                           |
| Core m3-8114Y | 2 / 4       | 1.5 ГГц            | N/A              | Gen 10 | N/A    | 4-8 Вт | N/A                      | Инженерный образец, на 12 % быстрее по сравнению с Core m3-7Y30 из предыдущего поколения (Kaby Lake). |
| Cannon Lake-Y | 2 / 2       | 2.2 ГГц            | N/A              | Gen 10 | N/A    | N/A    | N/A                      | Инженерный образец, не был выпущен в серию.                                                           |